# Hydaticus septemlineatus
Hydaticus septemlineatus är en skalbaggsart som beskrevs av Zimmermann 1928. Hydaticus septemlineatus ingår i släktet Hydaticus och familjen dykare. Inga underarter finns listade i Catalogue of Life.